# Caudalie
Caudalie (von lat. cauda = Schweif oder Schwanz) ist die Maßeinheit, in der die Dauer des Verweilens der Aromastoffe des Weins im Mund (Abgang) nach dem Schlucken oder Ausspucken gemessen wird. Entscheidender Faktor hierfür ist die hierarchische Einsortierung eines Weins. Eine Caudalie entspricht einer Sekunde. 
Bei Werten von 8 bis 10 Caudalies beginnt die Klasse der Qualitätsweine. Weine mit einem Abgang von 20 Caudalies werden als gut eingestuft, Weine mit 50 Caudalies als Spitzenklasse.